# 法華寺 (諏訪市)
法華寺（ほっけじ）は長野県諏訪市中洲字神宮寺にある臨済宗妙心寺派の寺院。山号は鷲峰山。

## 歴史
鎌倉時代、御内人として幕府に仕えた諏訪盛重が、建長寺の大覚禅師道隆に参禅し、従前の天台宗を改め、中興開山に迎えた。
天正10年（1582年）の甲州征伐では、織田信長が3月19日から4月2日まで滞陣し、甲信地方の知行割を行い、国掟を発した。『信長記』には「三月十九日上の諏訪法花寺に御居陣、諸手の御陣段々に仰せ付けられ候ひしなり」とある。
明治維新における廃仏毀釈では、本堂と庫裡を残して破却されたが、明治32年（1899年）に再興した。

## 概要
諏訪大社上社の社域に隣接する。本尊の釈迦如来は永仁2年（1294年）の胎内銘があり、脇侍に普賢・文殊両菩薩を持つ三尊仏となっている。
石段の上には入母屋造の楼門があり、正面の本堂は明和2年（1765年）に改築されている。須弥壇の裏の位牌堂には頂相として大覚禅師の木像があるほか、達磨大師、伝大師の木像がある。
寺の裏山には、赤穂事件に伴って配流され、諏訪藩に預けられた吉良義周の墓がある。

## 交通アクセス
- JR中央本線上諏訪駅から 諏訪バス「上社」下車3分